# Langenthal Invaders
Die Langenthal Invaders sind ein American-Football-Club aus Langenthal im Kanton Bern. Der Club wurde im Jahr 2018 gegründet und spielt in der Nationalliga B des Schweizerischen American Football (SAF). Die Langenthal Invaders sind Mitglied im SAF und im Berner Kantonal-Footballverband.

## Geschichte
Die Langenthal Invaders wurden im Jahr 2018 gegründet. Gründungs- und Austragungsort der Heimspiele ist Langenthal. Das Ziel der Invaders ist es, die Sportart American Football in der Schweiz weiter zu etablieren und sportlich den Oberaargau in der Schweiz zu repräsentieren. Seit 2023 spielt das Firstteam der Invaders in der Nationalliga B des SAF.

## Teams
Die Langenthal Invaders verfügen nebst dem Firstteam (Seniors) über ein Juniorenprogramm im Football (Flagfootball):
- Seniors (Tacklefootball)
Das Firstteam (Seniors) umfasst (Stand Anfang 2024) ca. 50 aktive Spieler und wird weiter ausgebaut.
- Jugendsport[2] – Academy
Die Juniorenabteilung der Langenthal Invaders wurde 2020 gegründet. Sie ist weiterhin im Aufbau und Ausbau.
  - Flagfootball U16[3]
  - Flagfootball U13[4]
  - Tacklefootball U16 in Zusammenarbeit mit den Fraumatt Legions aus Liestal (BL) seit dem Winter 2024, gemeinsamer Auftritt als Invaders Legion.

Zu den Footballspielern gesellen sich die Cheerleaders (Invaderettes), welche ebenfalls über ein Juniorenprogramm verfügen:
- Invaderettes (ab 17 Jahren)[6]
- Glitterstars (U16)[7]
- Silverstars (U13)[8]

### Seniors

#### Staff (Saison 2025)
| Head Coach TBA                                     |                                      |
| Offensive Coordinator a.i. David Weigelhofer       | Defense Coordinator John Falk        |
| Assistant Coach David Weigelhofer                  | Defensive Line Coach Fabian Lagoa    |
| Offensive Line Coach tba.                          | Defensive Back Coach Dominic à Porta |
| Wide Receiver Coach David Weiglhofer               | Linebacker Coach Dominik Baumgartner |
| Runningback Coach Thomas Sany                      |                                      |
|                                                    |                                      |
| Special Teams tba.                                 |                                      |
| Team Manager Samuel Bagardi                        |                                      |
| Strength & Conditioning John Falk & Leanne O’Leary |                                      |

(Stand: 20. Dezember 2024, Quelle: invader-nation.ch)

#### Import Spieler (Saison 2024)
| Quarterback Hunter Belzo |

## Erfolge
Der noch sehr junge Verein konnte bereits im Jahr 2022 den ersten Erfolg feiern. Die Langenthal Invaders gewannen die Schweizer Meisterschaft in der NLC und konnten somit für die Saison 2023 in die NLB aufsteigen. Die Invaders setzten sich im Final mit 28:7 gegen die Lugano Rebels im heimischen Stadion durch. Bereits im Jahr 2024 konnten die Langenthaler in ihrem zweiten Jahr in der NLB den 1. Titel in der NLB feiern, diese setzten sich in einem regnerischen Spielt mit 16:9 gegen die LUCAF Owls durch.
- Schweizer Meister NLC: 2022
- Schweizer Meister NLB: 2024

## Trivia
- Der Verein Langenthal Invaders tritt als Invader-Nation auf.
- Die Seniors bezeichnen sich selbst als «dümmstes Team der Liga», dies hat sich durch diverse Ereignisse intern sowie im kollegialen Umgang mit konkurrenzierenden Teams etabliert.